# جنا مک کورمیک
جنا مک کورمیک (انگلیسی: Jenna McCormick؛ زادهٔ ۷ سپتامبر ۱۹۹۴) بازیکن فوتبال، و بازیکن فوتبال استرالیایی اهل استرالیا است.